# 北条綱成
北条 綱成（ほうじょう つなしげ/つななり）は、戦国時代から安土桃山時代にかけての武将。後北条氏の家臣。相模国鎌倉郡玉縄城主。北条家の主力部隊五色備えのうち、黄備え隊を率いた。綱成与力衆は組織上、玉縄衆とも呼ばれた。

## 生涯

### 後北条氏に仕えるまで
永正12年（1515年）に誕生した。父は今川氏家臣の福島正成とされる。
その後、父・正成の死により、小田原へ落ち延びて北条氏綱の保護を受けたといわれる。経緯については、大永元年（1521年）に飯田河原の戦いで父・正成ら一族の多くが甲斐武田家の家臣・原虎胤に討ち取られ、家臣に伴われて氏綱の元へ落ち延び近習として仕えたとも、天文5年（1536年）に父が今川家の内紛である花倉の乱で今川義元の異母兄・玄広恵探を支持したために討たれ、氏綱の元へ落ち延びたという2つの説がある。
氏綱は綱成を大いに気に入り、娘を娶わせて北条一門に迎えるとともに、北条姓を与えたという。綱成の名乗りも、氏綱からの偏諱（｢綱｣の字）と父・正成の「成」を合わせたものとされる。その後、氏綱の子である北条為昌の後見役を任され、天文11年（1542年）に為昌が死去すると、年長である綱成が形式的に為昌の養子となる形で第3代玉縄城主となった。ただし、黒田基樹は養子縁組はなかったとする説を採り、綱成は為昌の追善を行う立場にはあったものの、その立場も永禄9年（1566年）以降は氏康の四男である北条氏規に譲っているとしている。
しかし、福島正成を父とする説をめぐっては異論があり、黒田基樹は『北条早雲とその一族』の中で上総介正成という人物は実在しないとしており、小和田哲男も『今川氏家臣団の研究』の中で福島上総介正成という名前は古記録や古文書に出てこないとしている。見崎鬨雄は飯田河原の戦いで戦死したのは福島左衛門尉助春が正しく、花倉の乱における福島氏の勢力を見ても飯田河原の戦い後にその子供が孤児になる事態は想像できないとしている。そのため綱成の実父については、黒田（『北条早雲とその一族』）は、大永5年（1525年）の白子原合戦で戦死した伊勢九郎（別名・櫛間九郎）とし、下山治久も同様に櫛間九郎の可能性を挙げている。なお、黒田は綱成の父とされる伊勢九郎＝櫛間九郎について、今川家臣である福島氏の一族の1人が同氏の客将であった伊勢宗瑞（北条早雲）の軍事行動に従い、婚姻関係などで伊勢（北条）一門に組み込まれた可能性も指摘している。一方で高澤等は武蔵国榛沢郡の武蔵七党猪俣党野部（野辺）氏の後裔と考察している。
母親については養勝院殿と伝わっている（かつては養勝院殿は北条為昌の妻のこととされていたが、現在では否定されている）。天文13年（1544年）閏11月に作成された「江島遷宮寄進注文」には「孫九郎ゐんきょ」「孫九郎」「孫次郎」「孫次郎殿御内」「松田殿御内儀」の名前があり、それぞれ兄弟の母、綱成、綱房、綱房の妻、妹（松田盛秀の妻）に比定されている。なお、黒田基樹は養勝院殿を北条氏家臣の朝倉氏出身としている。

### 「地黄八幡」の闘将
天文6年（1537年）から上杉家との戦いをはじめ、各地を転戦する。北条家の北条五色備では、黄備えを担当する。天文10年（1541年）、氏綱が死去して北条氏康が家督を継いでも、その信頼が変わることはなかった。
特に天文15年（1546年）の河越夜戦では、半年余りを籠城戦で耐え抜いた上に本軍と呼応して出撃し敵を突き崩すなど、北条軍の大逆転勝利に大功を立てた。この功績で河越城主も兼ねることになったとされる。その後も北条家中随一の猛将として活躍し、弘治3年（1557年）の第三次川中島の戦い（上野原の戦い）では武田方への援軍を率いて上田まで進出し、上杉謙信勢を撤退させ、里見義弘・太田資正との国府台合戦では奇襲部隊を率いて里見軍を撃砕した。
『甲陽軍鑑』によれば、永禄12年（1569年）10月6日の武田信玄との三増峠の戦いでは、綱成指揮下の鉄砲隊が武田軍の左翼大将浅利信種を討ち取ったという。元亀2年（1571年）の駿河深沢城（静岡県御殿場市）の戦いも武田方に抗戦している。元亀2年（1571年）10月、氏康が病死すると、綱成も家督を子の氏繁に譲って隠居し、剃髪して上総入道道感と名乗った。
天正15年（1587年）5月6日、病のために死去した。享年73。墓所は玉縄の龍寶寺。

## 人物・逸話・功績
- 綱成は若い頃から武勇に秀で、毎月15日は必ず身を清めて八幡大菩薩に戦勝を祈願したといわれている[8]。常に北条軍の先鋒としてその無類の強さを見せつけたため、近隣には常勝軍団としてその名がとどろいたといわれる。
- 合戦では、朽葉色に染めた6尺9寸の練り絹に「八幡」と書かれた旗を指物としていたので、その旗色から「地黄八幡」と称えられた。これは「直八幡（じきはちまん）」の発音に通じるため「自分は八幡の直流である」というアピールであった[9]。
- 綱成の「地黄八幡」の旗指物は現在、長野県長野市松代の真田宝物館に現存する。これは、武田氏と後北条氏が対立していた元亀2年（1571年）、綱成が守備していた駿河深沢城を、武田信玄に対し開城して小田原に去った際、城内に放置されていた物である。信玄は「左衛門大夫（綱成）の武勇にあやかるように」と、家臣真田幸隆の息子・源次郎（真田信尹）に与えたとされる（『寛政譜』巻655）[1]。
- 少年期には評判の芳しくなかった氏康の代わりとして、北条家当主に擬する動きまであったという。
- 氏康とは同年齢であり義弟でもあったことから信任は非常に厚く、氏康の名代として外交や軍事の全権を与えられることもあったとされる。
- 戦場では常に勇敢で、特に野戦では大将であるにもかかわらずに常に先頭に立って「勝った！勝った！」と叫びながら突撃したとされる[10]。その武勇には上杉軍や武田軍も恐れ、深沢城の戦いでは圧倒的な兵力差であるにもかかわらず、武田軍は綱成に苦戦したとされる。
- 武勇だけでなく、白河晴綱、長尾当長、蘆名盛氏らとの外交交渉など、外交の使者として活動することもあった（白河古文書、長尾当長家臣の小野寺氏の文書など）。

## 関連作品
- 江宮隆之 『北条綱成』（PHP文庫・2008年）ISBN 9784569670775
- 三宅孝太郎 『北条綱成』（学陽書房人物文庫・2010年）ISBN 9784313752573
- 海道龍一朗 『後北條龍虎伝（北條龍虎伝）』（新潮社、新潮文庫）ISBN 4103027312（ISBN 410125043X）